# HotelsCombined
HotelsCombined és un cercador. L'empresa va ser fundada l'any 2005 i la seva seu es troba a Sydney, Austràlia.
La seva pàgina web opera en 39 idiomes, treballa amb 120 divises diferents i conté més de dos milions d'ofertes de centenars de pàgines web de viatges i cadenes hoteleres diferents. L'empresa compta amb un equip de més de 200 empleats.

## Informació sobre l'empresa

### Història
L'any 2005, Yury Shar, Brendon McQueen and Michael Doubinski van unir-se per crear una pàgina web que inclogués tots els hotels i permetés als usuaris accedir als millors preus d'un ampli rang de les principals pàgines web de viatges. Tots tres fundadors havien treballat prèviament per HotelClub, que actualment forma part d'Orbitz worldwide.
Treballant inicialment des de casa i sense haver aconseguit cap capital financer, els fundadors d'HotelsCombined van posar en marxa la pàgina web després de nou mesos de desenvolupament. La pàgina va anar guanyant, de manera constant, una base de consumidors orgànics; al cap d'un any, els cofundadors van poder permetre's contractar el seu primer empleat. Avui, HotelsCombined compta amb, aproximadament, 200 empleats d'arreu del món i atrau 17 milions d'usuaris cada mes. La pàgina web és accessible en més de 220 països i es troba disponible en 39 idiomes diferents.

## Tecnologia
HotelsCombined és un metacercador d'hotels. A través de convenis amb múltiples agències de viatges per internet i cadenes hoteleres, HotelsCombined permet als seus usuaris cercar i comparar preus d'hotels en una sola cerca. També proporciona un resum d'opinions i puntuacions dels hotels de pàgines web externes.

## Rebuda

### Premis/Reconeixement
L'any 2010, HotelsCombined va guanyar el premi "Pàgina Web de l'Any" de TRAVELTech i va ser finalista dels premis Telstra 2010 Business Aquell mateix any, l'empresa va obtenir el novè lloc a la llista de Deloitte Technology Fast 500 Asia Pacific Ranking, i l'autor de guies Arthur Frommer (de Frommers.com) la va declarar una de les 10 millors pàgines web de viatges. L'any 2011, HotelsCombined va ser anomenada, un cop més, com una de les 10 principals empreses australianes del programa Deloitte’s Technology Fast 50. També el 2011, el diari britànic The Independent va declarar HotelsCombined com una de les millors pàgines web d'estalvi, mentre Pauline Frommer la descrivia com un "recurs excel·lent".

### Mitjans de comunicació
Els informes de l'empresa sobre Tendències dels Preus d'Hotels, que reuneixen les tendències de preus d'hotels de les principals pàgines web de viatges i cadenes hoteleres, han estat incorporats en publicacions d'arreu del món, incloent el Times de Los Angeles, The Gulf Daily News i The Australian.